# Vidåen, Tøndermarsken og Saltvandssøen
Vidåen, Tøndermarsken og Saltvandssøen este o arie protejată (arie de protecție specială avifaunistică — SPA) din Danemarca întinsă pe o suprafață de 6.498 ha, integral pe uscat.

## Localizare
Centrul sitului Vidåen, Tøndermarsken og Saltvandssøen este situat la coordonatele 54°56′26″N 8°45′23″E / 54.940556°N 8.756389°E.

## Înființare
Situl Vidåen, Tøndermarsken og Saltvandssøen a fost declarat arie de protecție specială avifaunistică în mai 1983 pentru a proteja 36 de specii de animale.

## Biodiversitate
Situată în ecoregiunea atlantică, aria protejată nu include niciun habitat protejat.
La baza desemnării sitului se află mai multe specii protejate de  păsări (36): rață sulițar (Anas acuta), rață lingurar (Anas clypeata), rață fluierătoare (Anas penelope), gâscă cenușie (Anser anser), gâscă cu cioc scurt (Anser brachyrhynchus), ciuf de câmp (Asio flammeus), buhai de baltă (Botaurus stellaris), Branta bernicla bernicla, Branta leucopsis, fugaci de țărm (Calidris alpina), Calidris canutus, prundăraș de sărătură (Charadrius alexandrinus), chirighiță neagră (Chlidonias niger), barză albă (Ciconia ciconia), erete de stuf (Circus aeruginosus), erete cenușiu (Circus pygargus), cristeiul de câmp (Crex crex), Cygnus columbianus bewickii, lebădă de iarnă (Cygnus cygnus), șoim călător (Falco peregrinus), scoicar (Haematopus ostralegus), codalb (Haliaeetus albicilla), sitar de mal nordic (Limosa lapponica), gușă albastră (Luscinia svecica), ferestrașul mare (Mergus merganser), bătăuș (Philomachus pugnax), ploier auriu (Pluvialis apricaria), ploier argintiu (Pluvialis squatarola), cresteț pestriț (Porzana porzana), ciocântors (Recurvirostra avosetta), chiră mică (Sterna albifrons), chiră de baltă (Sterna hirundo), Sterna paradisaea, călifar alb (Tadorna tadorna), fluierar negru (Tringa erythropus), nagâț (Vanellus vanellus).